# Escut de la Floresta
L'escut oficial de la Floresta té el següent blasonament:
Escut caironat: d'argent, una branca amb fulles de sinople i amb tres flors de gules botonades d'or. Per timbre, una corona mural de poble.

## Història
Va ser aprovat el 20 de maig del 2008 i publicat al DOGC el 5 de juny del mateix any.
El branquilló amb flors és el senyal parlant tradicional del municipi, originàriament anomenat els Castellots, d'ençà que va prendre el nom de la Floresta.